# Нагорный канал
Наго́рный канал — канал в Московском и Красносельском районах Санкт-Петербурга.
Был проложен в связи с расширением аэропорта «Пулково» во второй половине 1980-х годов для отвода паводкового стока рек Малой Койровки и Большой Койровки с Пулковских высот, откуда и его название.
Сейчас канал начинается у аэропорта «Пулково-1», течёт вдоль южной границы Санкт-Петербурга, пересекает Лиговский канал и впадает в реку Дудергофку в Старо-Панове.